# 米羅斯拉夫·薩錫克
米羅斯拉夫‧薩錫克（捷克語：Miroslav Šašek，1916年11月16日—1980年5月28日）是一位作家、畫家及建築師，以创作的「This is…」系列兒童繪本（署名M. Sasek）聞名。系列被翻譯成包括中文、日文、英文、法文、德文、西班牙文、意大利文等多種語言，获得了《紐約時報》最佳繪本獎、國際最佳插畫獎、國際兒童圖書評議會榮譽圖書等多個國際獎項。歷史學家 Deborah Cohen 稱米羅斯拉夫“擁有如民族學家般敏銳的目光，擅長以跳脫而帶有現代主義風格的筆觸描畫世界。”他出生於捷克斯洛伐克布拉格崔茨科夫，自 1948 年捷克斯洛伐克共產黨上台後流亡海外，沒有再正式入籍任何國家，下半生維持無戶籍國民身份到處旅居。

## 生平

### 家族
米羅斯拉夫的父親Alois Šašek生於一個古老的磨坊家族，家族在洛沃西采附近著名的Lucký Watermill，後任職保險公司經理。母親 Anna Marie Nováková是郵政業務員的女兒，曾在秘書學校學習打字和速記，後擔任通信文員。兩人於1915年9月19日結婚，並於塞德爾恰尼生活。翌年11月16日，米羅斯拉夫出世。1926年10月15日，年僅四十一歲的父親因肺炎逝世，母親帶著十歲的米羅斯拉夫和他六歲的妹妹Věra一起回到崔茨科夫。

### 學生時期
米羅斯拉夫於1926至1927年就讀塞德爾恰尼的小學，他曾在所有科目都獲得第一級的最高成績。他於1935至1936年就讀布拉格第九區的語法學校，成績並沒有很突出，只有繪畫一項獲得了第一級的最高成績。後來，他就讀布拉格捷克理工大學，並從建築學院和繪畫學院中畢業，他的老師是捷克風景畫家Oldřich Blažíček 。根據Stone is Not Cold 的封面記錄，米羅斯拉夫接受建築師培訓是因為父母不同意他成為畫家。

### 作家時期
1938至1939年，米羅斯拉夫前往法國、德國、比利時、荷蘭、英國和蘇格蘭考察旅行，成為他後來創作「This is…」系列的契機。三十至四十年代，他為大量兒童書籍及報紙繪畫插圖。除此之外，他亦曾擔任美術編輯的工作。
1946年1月，米羅斯拉夫和第一任妻子Jindřiška Tumlířová（被稱為 Dynda ）在亞布洛內茨住了很短的時間，他們在那裡一起設計和製作木偶。1947年，米羅斯拉夫與妻子移居巴黎，在法國美術學院開始他的學業。他還計劃製作一份兒童向的城市插圖指南，由Ladislav Kuncíř出版，但只完成了準備工作。翌年2月，米羅斯拉夫正式移居巴黎，並在巴黎擔任了三年的平面畫家和建築師。
1951年，米羅斯拉夫轉到慕尼黑的自由歐洲電台工作。後來他與妻子Dynda離婚後，回到巴黎重新開始他的兒童指南繪製工作。
1959年，「This is…」系列的首本書This is Paris由出版商WH Allen在倫敦首先出版，不久之後由出版商Macmillan在紐約推出。隨後陸續推出同系列書籍，該系列共有18部作品。高峰期間，This is New York每天銷售量高達600本。六十年代初，系列其中四本書（This Is New York、This Is Israel、This Is Venice 和 This Is Ireland），由Weston Woods（現在是Scholastic的一部分）翻拍成12分鐘長的電影。米羅斯拉夫的插圖還經常出現在明信片、海報和許多其他物品上。
六十年代起，米羅斯拉夫會定期記下他在世界各地旅行中的筆記，並為自由歐洲電台錄製旅行的內容。1961年，米羅斯拉夫與第二任妻子Anna Molková結婚，後者當時以Anka Dušanová的名字在自由歐洲電台擔任主持人。這段婚姻只維持了十年，兩人於1971年離婚。在 米羅斯拉夫生命的最後15年中，他分別在德國、瑞士、英國、澳大利亞和美國組織了許多自己的作品展覽。1974 年，他出版最後一冊繪本 This Is Historic Britain  時，其時新聞攝影和電視開始普及，加上海外旅遊愈來愈便宜，令世界的神秘面紗逐步揭開，因此他在1960年代末的訪問中表示：「如今的兒童已經知道一切，世界變得愈來愈細小。」  
1980年5月28日，米羅斯拉夫到瑞士韋廷根探望妹妹Věra ，並在她家中與世長辭。

## 作品

### This is 系列
創作此系列期間，米羅斯拉夫會在每個描繪的城市或國家旅居三至四個月，融入當地生活，捕捉兒童深感興趣的主題。
- This is Paris (1959, 2004)
- This is London (1959, 2004)
- This is Rome (1960, 2007)
- This is New York (1960, 2003)
- This is Edinburgh (1961, 2006)
- This is Munich (1961, 2012)
- This is Venice (1961, 2005)
- This is San Francisco (1962, 2003)
- This is Israel (1962, 2008)
- This is Cape Canaveral (1963, 2009) （再版後為 This is Cape Kennedy 及 This is the Way to the Moon）
- This is Ireland (1964, 2005)
- This is Hong Kong (1965, 2007)
- This is Greece (1966, 2009)
- This is Texas (1967, 2006)
- This is the United Nations (1968)
- This is Washington, D.C. (1969, 2011)
- This is Australia (1970, 2009)
- This is Historic Britain (1974, 2008) （再版後為 This is Britain）

### 其他作品
- Benjamin a tisíc morskych dasu Kapitána Barnabáse (Benjamin and the Thousand Sea Creatures of Captain Barnabas)(1947)
- Vesely kalendarik (Happy Calendar) (1948)
- Stone is not cold (1961)
- Mike and the Modelmakers (1970)

### 繁體中文譯本
- 《從前，有個香港》，香港：CUP出版，2020年7月，ISBN 9789887969945

### 簡體中文譯本
- 《這就是巴黎》，安徽：安徽少年兒童出版社，2012年4月，ISBN 9787539753478
- 《這就是倫敦》，安徽：安徽少年兒童出版社，2012年4月，ISBN 9787539753461
- 《這就是紐約》，安徽：安徽少年兒童出版社，2012年4月，ISBN 9787539753485
- 《THIS IS米先生的世界旅遊繪本‧第一季》，安徽：安徽少年兒童出版社，2012年4月，ISBN 9787539753492
- 《THIS IS米先生的世界旅遊繪本·第二季》，安徽：安徽少年兒童出版社，2013年5月，ISBN 9787539753546
- 《THIS IS米先生的世界旅遊繪本·第三季》，安徽：安徽少年兒童出版社，2014年1月，ISBN 9787539769301
- 《THIS IS米先生的世界旅遊繪本‧精選篇》，安徽：安徽少年兒童出版社，2019年1月，ISBN 9787570701810

## 獲獎與入圍紀錄
- 1959-1960年：This Is London 和 This Is New York 獲得《紐約時報》年度最佳插圖兒童讀物獎。
- 1961年：This Is New York 獲得 Boy's Club of America Junior Books Award。
- 1979年：This is the United Nations 入選 IBBY（國際兒童圖書評議會）榮譽名單。
- 1960年：Award for Excellence, Society of Illustrators. Annual National Exhibition, New York
- 1961年：The Leyton Prize, London
- 1962 及 1965年：Best book of the year for Loisirs Jeunes

## 外部連結
- Miroslav Šašek Foundation （页面存档备份，存于）
- This is M. Sasek